# Filippo Giacomo Albani, IV principe di Soriano nel Cimino
Filippo Giacomo Albani, IV principe di Soriano nel Cimino (Roma, 20 luglio 1766 – Roma, 11 novembre 1852), è stato un nobile italiano.

## Biografia
Nato a Roma nel 1766, Filippo Giacomo Albani era figlio di Orazio Albani, II principe di Soriano nel Cimino e di sua moglie, la duchessa Maria Anna Cybo-Malaspina. Suo padre era imparentato con Clemente XI, mentre sua madre era figlia di Alderano I Cybo-Malaspina, duca regnante di Massa. Suo bisnonno paterno era Carlo Borromeo Arese, che fu viceré di Napoli. Suo fratello maggiore e suo predecessore nella reggenza del titolo principesco della sua famiglia fu Carlo Francesco
Nel 1792, quando morì suo padre, suo fratello maggiore secondo la legge di primogenitura ottenne il titolo di principe di Soriano nel Cimino. Nel 1793 viene indicato come vicepriore della Confraternita del Santissimo Sacramento e della Beata Maria Vergine Assunta in Cielo presso la chiesa romana di Santa Maria dei Miracoli.
Al contrario di suo fratello, durante il periodo dell'occupazione napoleonica di Roma scelse di rimanere in loco e collaborò con i francesi, attenuando così le confische dei possedimenti di famiglia che ad ogni modo gli furono restituiti appieno solo dopo la restaurazione papalina. Dal 1809 al 1811 fu membro del consiglio municipale di Roma e dal 1811 al 1814 ne fu vicesindaco. Dal 1812 al 1813 fu elettore nel collegio elettorale del Circondario di Roma. Nel 1813-1814 fu presidente dell'Assemblea del IX cantone del Circondario di Roma nonché vicepresidente della Commissione delle Confraternite. Col ripristino del potere pontificio, dal 1817 e sino al 1829 venne eletto quale presidente del II rione Trevi. Nel 1818-1819 fu presidente e verificatore generale dei comitati regionali di polizia. Dal 1818 e sino al 1824 fu deputato secolare del Pio Istituto di Carità. Nel 1826-1829 fu cavaliere e deputato della Commissione dei Sussidi. Nel 1827-1829 fu vicepresidente della Commissione amministrativa dei Lavori pubblici.
Sempre impegnato nel mondo delle confraternite, dal 1823 risulta tra i custodi dell'Arciconfraternita della Santissima Trinità dei Pellegrini.
Nel 1817, quando pure morì suo fratello senza eredi che gli fossero sopravvissuti, egli venne nominato suo erede universale e gli succedette come IV principe di Soriano nel Cimino. Vendette nel 1848 il feudo alla famiglia Chigi per pagare gli enormi debiti accumulati dalla sua famiglia durante il periodo della dominazione francese e mantenne per sé il solo titolo onorifico di principe sul cognome.
Morì a Roma nel 1852 senza essersi mai sposato e senza aver avuto figli e con lui si estinse la casata dei principi Albani di Roma. Lasciò erede di tutte le proprie sostanze la nipote Antonietta, maritata al conte Carlo Castelbarco Visconti Simonetta (figlio del marchese Cesare Pompeo), mentre la primogenitura ed il diritto di portare titolo, cognome e stemma degli Albani passò ad Agostino Chigi Albani della Rovere, V principe di Farnese, nipote di Giulia Albani. Queste divergenze aprirono una causa tra i Litta Castelbarco ed i Chigi che si concluse a favore di questi ultimi che ottennero a pieno i titoli previsti dal lascito, mentre i primi ottennero oltre a diverse sostanze la villa romana residenza degli Albani che decisero di vendere poi al conte Guido di Bagno.

## Albero genealogico
|                                                           |                         |                                            | Genitori                                                                           |  |  | Nonni |  |  | Bisnonni      |  |  | Trisnonni    |  |
|                                                           |                         |                                            |                                                                                    |  |  |       |  |  | Orazio Albani |  |  | Carlo Albani |  |
|                                                           |                         |                                            |                                                                                    |  |  |       |  |  | Orazio Albani |  |  | Carlo Albani |  |
|                                                           |                         | Elena Mosca                                |                                                                                    |  |  |       |  |  | Orazio Albani |  |  |              |  |
| Carlo Albani, I principe di Soriano nel Cimino            |                         |                                            |                                                                                    |  |  |       |  |  | Orazio Albani |  |  |              |  |
|                                                           |                         | Bernardina Ondedei                         | Ottavio Ondedei                                                                    |  |  |       |  |  |               |  |  |              |  |
|                                                           |                         | Bernardina Ondedei                         | Ottavio Ondedei                                                                    |  |  |       |  |  |               |  |  |              |  |
|                                                           |                         | Bernardina Ondedei                         | …                                                                                  |  |  |       |  |  |               |  |  |              |  |
| Orazio Albani, II principe di Soriano nel Cimino          |                         | Bernardina Ondedei                         |                                                                                    |  |  |       |  |  |               |  |  |              |  |
|                                                           |                         | Carlo Borromeo Arese, V marchese di Angera | Renato II Borromeo, IV marchese di Angera                                          |  |  |       |  |  |               |  |  |              |  |
|                                                           |                         | Carlo Borromeo Arese, V marchese di Angera | Renato II Borromeo, IV marchese di Angera                                          |  |  |       |  |  |               |  |  |              |  |
|                                                           |                         | Carlo Borromeo Arese, V marchese di Angera | Giulia Arese                                                                       |  |  |       |  |  |               |  |  |              |  |
| Teresa Virginia Borromeo Arese                            |                         | Carlo Borromeo Arese, V marchese di Angera |                                                                                    |  |  |       |  |  |               |  |  |              |  |
|                                                           |                         | Camilla Barberini                          | Maffeo Barberini, II principe di Palestrina                                        |  |  |       |  |  |               |  |  |              |  |
|                                                           |                         | Camilla Barberini                          | Maffeo Barberini, II principe di Palestrina                                        |  |  |       |  |  |               |  |  |              |  |
|                                                           |                         | Camilla Barberini                          | Olimpia Giustiniani                                                                |  |  |       |  |  |               |  |  |              |  |
| Filippo Giacomo Albani, IV principe di Soriano nel Cimino |                         | Camilla Barberini                          |                                                                                    |  |  |       |  |  |               |  |  |              |  |
|                                                           | Carlo II Cybo-Malaspina | Alberico II Cybo-Malaspina                 |                                                                                    |  |  |       |  |  |               |  |  |              |  |
|                                                           | Carlo II Cybo-Malaspina | Alberico II Cybo-Malaspina                 |                                                                                    |  |  |       |  |  |               |  |  |              |  |
|                                                           | Carlo II Cybo-Malaspina | Fulvia Pico della Mirandola                |                                                                                    |  |  |       |  |  |               |  |  |              |  |
| Alderano I Cybo-Malaspina                                 | Carlo II Cybo-Malaspina |                                            |                                                                                    |  |  |       |  |  |               |  |  |              |  |
|                                                           |                         | Teresa Pamphilj                            | Camillo Francesco Maria Pamphili, I principe di San Martino al Cimino e Valmontone |  |  |       |  |  |               |  |  |              |  |
|                                                           |                         | Teresa Pamphilj                            | Camillo Francesco Maria Pamphili, I principe di San Martino al Cimino e Valmontone |  |  |       |  |  |               |  |  |              |  |
|                                                           |                         | Teresa Pamphilj                            | Olimpia Aldobrandini                                                               |  |  |       |  |  |               |  |  |              |  |
| Maria Anna Cybo-Malaspina                                 |                         | Teresa Pamphilj                            |                                                                                    |  |  |       |  |  |               |  |  |              |  |
|                                                           |                         | Camillo III Gonzaga                        | Alfonso II Gonzaga                                                                 |  |  |       |  |  |               |  |  |              |  |
|                                                           |                         | Camillo III Gonzaga                        | Alfonso II Gonzaga                                                                 |  |  |       |  |  |               |  |  |              |  |
|                                                           |                         | Camillo III Gonzaga                        | Ricciarda Cybo Malaspina                                                           |  |  |       |  |  |               |  |  |              |  |
| Ricciarda Gonzaga                                         |                         | Camillo III Gonzaga                        |                                                                                    |  |  |       |  |  |               |  |  |              |  |
|                                                           |                         | Matilde d'Este                             | Sigismondo III d'Este                                                              |  |  |       |  |  |               |  |  |              |  |
|                                                           |                         | Matilde d'Este                             | Sigismondo III d'Este                                                              |  |  |       |  |  |               |  |  |              |  |
|                                                           |                         | Matilde d'Este                             | Teresa Maria Grimaldi                                                              |  |  |       |  |  |               |  |  |              |  |
|                                                           |                         | Matilde d'Este                             |                                                                                    |  |  |       |  |  |               |  |  |              |  |